# Conspiration des Jeunesses hitlériennes
La conspiration des Jeunesses hitlériennes est une affaire montée de toutes pièces et instruite par la police secrète soviétique pendant la Grande Purge à la fin des années 1930. De nombreux adolescents allemands et des hommes d'une vingtaine d'années sont arrêtés et accusés d'être des membres fascistes ou anti-communistes des Jeunesses hitlériennes et d'œuvrer contre l'Union soviétique.
Les adolescents de l'école Karl Liebknecht (en), du home n° 6 pour enfants (en) et des adultes travaillant en usine sont arrêtés, torturés et emprisonnés. Beaucoup sont exécutés ou morts en détention. Certains étaient des enfants de dirigeants communistes.
Par la suite, l'enquête a été reconnue comme ayant été falsifiée et un certain nombre d'enquêteurs ont été arrêtés et emprisonnés ou exécutés. Dans les années 1950, après la mort de Joseph Staline, un nouvel examen des dossiers a révélé que bon nombre d'accusations étaient sans fondement et de nombreuses victimes réhabilités.

## Sources
- (en) Cet article est partiellement ou en totalité issu de l’article de Wikipédia en anglais intitulé « Hitler Youth Conspiracy » (voir la liste des auteurs).